# Lijst van gemeenten in Düzce
Onderstaande lijst bevat alle gemeenten (2000) in de Turkse provincie Düzce.
| District | Gemeente |
| -------- | -------- |
| Akçakoca | Akçakoca |
| Cumayeri | Cumayeri |
| Çilimli  | Çilimli  |
| Düzce    | Beyköy   |
| Düzce    | Boğaziçi |
| Düzce    | Düzce    |
| Düzce    | Konuralp |
| Gölyaka  | Gölyaka  |
| Gümüşova | Gümüşova |
| Kaynaşlı | Kaynaşlı |
| Yığılca  | Yığılca  |